# Арікун
Арікун — група австронезійських корінних тайванців, які живуть відособлено від західної рівнини до центрального басейну Тайваню. Вони пережили голландську колонізацію Тайваню, а також маньчжурську окупацію за часів династії Цін.
Арікун разом із ллоа раніше класифікували як підгрупу хоанья, але ця концепція була відкинута деякими вченими, оскільки назва «хоанья», схоже, є принизливим екзонімом від huan-á (Південний Мін: «варвари»). Так називали групи тубільців китайські іммігранти.
У XIX столітті народ арікун були запрошені корінними жителями Пулі, Наньтоу, щоб мігрувати туди разом з багатьма іншими рівнинними корінними народами із західного Тайваню, включаючи народ ллоа. Нині жителі східної та південно-східної частин Пулі є переважно нащадками народу арукун та ллоа.

## Спільноти
Деякі корінні громади, що походять від арікун XVIII століття, включають:
- Ман Талак (萬斗六社) в сучасному Тайчжуні, громада, де проживали арікун і бабуза
- Какар Баророх (貓羅社) в сучасному Чанхуа
- Тауса Мато (北投社) в сучасному Наньтоу
- Тауса Талакей (南投社) в сучасному Наньтоу

## Мова
Деяке порівняння слів із спільнот арікун зі словами з ллоа за компіляцією Огави (2006):
| PAn            | Арікун                   | Арікун        | Ллоа    | Ллоа                            |          |
| PAn            | Тауса Мато               | Тауса Талакей | Довага  | Тіросен                         |          |
| *maCa          | matha, masa              | miju          | masa    | masa                            | «око»    |
| *qalima        | pira, pila, pilat, pilas | pira          |         | pirya, pidjet, piza             | «рука»   |
| *quluh         | ulu, uru, unung          | ulu           | ulu     | uru, udzu, ulu                  | «голова» |
| *Sikan         | sikan                    |               | tskan   | spkan, sikkan                   | «риба»   |
| *qiNaS, *bulaN | bulas                    |               |         | itat                            | «місяць» |
| *siNaR         | iza, idzak               |               |         | ilaha                           | «сонце»  |
| *asa, *esa     | mesa, misa               | misha         | hiparya | lisat, kipara, kipala           | «один»   |
| *telu          | misu, miru               | mishi         | myateru | tilo, tsinlo, myaterun, miatelu | «три»    |
| *Sepat         | mipal, mipat, mipas      | mishaha       | myapa   | ipa, apa, sipute                | «чотири» |
| *lima          | hima, mi-lim, lima       | mintai        | myaru   | lima, mialima-fun, malima-hon   | «п'ять»  |

## Фільми і телебачення
Фільм «Атаабу», який вийшов у прокат у 2015 році, розповідає історію сім'ї Лінь, яка була пов'язана з розквітом і процвітанням центрального Тайваню в середині XIX століття. Він названий на честь племені арікун Атаабу, яке сьогодні відомо як Вуфен.